# سيدريك ياربروف
سيدريك ياربروف (بالإنجليزية: Cedric Yarbrough)‏ هو مغني وممثل أمريكي، ولد في 20 مارس 1973 في بورنسفيل في الولايات المتحدة.

## أعمال

### أفلام
- (2004) قابل آل فوكر[2][3]
- (2008) أربعة أعياد ميلاد[4]
- (2008) كن ذكيا[5]
- (2016) الرئيسة[6]

### مسلسلات
- أميريكان داد!
- تشاك
- كيف قابلت أمكما

## وصلات خارجية
- سيدريك ياربروف على موقع IMDb (الإنجليزية)
- سيدريك ياربروف على موقع ألو سيني (الفرنسية)
- سيدريك ياربروف على موقع أول موفي (الإنجليزية)
- سيدريك ياربروف على موقع قاعدة بيانات الأفلام السويدية (السويدية)
- سيدريك ياربروف على موقع إن إن دي بي (الإنجليزية)
- سيدريك ياربروف على موقع قاعدة بيانات الفيلم (الإنجليزية)
- سيدريك ياربروف على موقع كينوبويسك (الروسية)